# Premijer Liga 2018-2019
La Nogometna Premijer liga Bosne i Hercegovine 2018-2019 (abbreviata in Premijer liga BiH 2018-2019), conosciuta anche come BH Telecom Premijer liga Bosne i Hercegovine 2018-2019 per ragioni di sponsorizzazione, è stata la 19ª edizione del campionato della Bosnia Erzegovina (la 17ª che copre l'intero territorio nazionale). Il campionato è iniziato il 21 luglio 2018 ed è terminato il 25 maggio 2019. Lo Zrinjski Mostar era la squadra campione in carica. Il Sarajevo ha vinto il torneo per la terza volta nella sua storia.

## Stagione

### Novità
Il NK Vitez (ultimo in classifica) e il Borac Banja Luka (per motivi finanziari) sono stati retrocessi al termine della stagione 2017-2018. Al loro posto sono stati promossi lo Zvijezda 09, vincitore della Prva liga RS 2017-2018 e il Tuzla City, vincitore della Prva liga FBiH 2017-2018.

### Formula
Le squadre partecipanti sono dodici e disputano un girone di andata/ritorno/andata per un totale di 33 partite, abbandonando così la precedente formula che prevedeva "poule scudetto" e "poule retrocessione".
Al termine della competizione, la squadra prima classificata diventerà campione di Bosnia ed Erzegovina e si qualificherà ai preliminari della UEFA Champions League 2019-2020. Le squadre classificate al secondo e al terzo posto, insieme alla vincitrice della coppa nazionale, si qualificano ai preliminari della UEFA Europa League 2019-2020. Le ultime due squadre classificate vanno direttamente in Prva liga FBiH e Prva liga RS (a seconda della locazione).

## Squadre partecipanti
| Squadra           | Città             | Stadio                      | Stagione 2017-18           |
| ----------------- | ----------------- | --------------------------- | -------------------------- |
| Čelik Zenica      | Zenica            | Stadion Bilino Polje        | 11º posto in Premijer Liga |
| GOŠK Gabela       | Gabela            | Perica Pero Pavlović        | 7º posto in Premijer Liga  |
| Krupa             | Krupa, Banja Luka | Gradski stadion             | 6º posto in Premijer Liga  |
| Mladost D. Kakanj | Doboj, Kakanj     | MGM Farm Arena              | 8º posto in Premijer Liga  |
| Radnik Bijeljina  | Bijeljina         | Gradski stadion             | 5º posto in Premijer Liga  |
| Sarajevo          | Sarajevo          | Stadio Asim Ferhatović Hase | 3º posto in Premijer Liga  |
| Široki Brijeg     | Široki Brijeg     | Pecara                      | 4º posto in Premijer Liga  |
| Sloboda Tuzla     | Tuzla             | Stadio municipale di Tušanj | 10º posto in Premijer Liga |
| Tuzla City        | Simin Han, Tuzla  | Stadio municipale di Tušanj | 1º in 1.Liga FBiH          |
| Željezničar       | Sarajevo          | Stadio Grbavica             | 2º posto in Premijer Liga  |
| Zrinjski Mostar   | Mostar            | Stadio pod Bijelim Brijegom | 1º posto in Premijer Liga  |
| Zvijezda 09       | Bijeljina         | Gradski stadion di Ugljevik | 1º in 1.Liga RS            |

## Classifica finale
|                                 | Pos. | Squadra           | Pt | G  | V  | N  | P  | GF | GS | DR  |
| ------------------------------- | ---- | ----------------- | -- | -- | -- | -- | -- | -- | -- | --- |
| Bosnia ed Erzegovina (bandiera) | 1.   | Sarajevo          | 70 | 33 | 21 | 7  | 5  | 68 | 20 | +48 |
|                                 | 2.   | Zrinjski Mostar   | 65 | 33 | 19 | 8  | 6  | 46 | 22 | +24 |
|                                 | 3.   | Široki Brijeg     | 54 | 33 | 13 | 15 | 5  | 40 | 23 | +17 |
| [ 3 ]                           | 4.   | Željezničar       | 50 | 33 | 14 | 8  | 11 | 43 | 32 | +11 |
|                                 | 5.   | Radnik Bijeljina  | 44 | 33 | 10 | 14 | 9  | 29 | 25 | +4  |
|                                 | 6.   | Mladost D. Kakanj | 43 | 33 | 12 | 7  | 14 | 36 | 45 | -9  |
|                                 | 7.   | Čelik Zenica      | 43 | 33 | 11 | 10 | 12 | 30 | 49 | -19 |
|                                 | 8.   | Sloboda Tuzla     | 38 | 33 | 10 | 8  | 15 | 22 | 31 | -9  |
|                                 | 9.   | Zvijezda 09       | 38 | 33 | 9  | 11 | 13 | 33 | 45 | -12 |
|                                 | 10.  | Tuzla City        | 36 | 33 | 9  | 9  | 15 | 32 | 44 | -12 |
|                                 | 11.  | Krupa             | 33 | 33 | 8  | 9  | 16 | 40 | 48 | -8  |
|                                 | 12.  | GOŠK Gabela       | 23 | 33 | 5  | 8  | 20 | 23 | 54 | -31 |

Legenda:

      Campione di Bosnia ed Erzegovina e ammessa alla UEFA Champions League 2019-2020
      Ammessa alla UEFA Europa League 2019-2020
      Retrocessa in Prva liga FBH 2019-2020 o Prva liga RS 2019-2020
Note:

Tre punti a vittoria, uno a pareggio, zero a sconfitta.
In caso di arrivo di due o più squadre a pari punti, la graduatoria verrà stilata secondo la classifica avulsa tra le squadre interessate.

## Risultati

### Tabellone
|                   | Čel     | GOŠ     | Kru     | Mla     | Rad     | Sar     | Šir     | Slo     | Tuz     | Zvi     | Zri     | Žel     |
| ----------------- | ------- | ------- | ------- | ------- | ------- | ------- | ------- | ------- | ------- | ------- | ------- | ------- |
| Čelik Zenica      | ––––    | 3-1 1-0 | 3-1     | 0-3 1-0 | 1-0     | 0-0     | 1-1     | 2-1 1-0 | 1-1     | 2-0     | 1-0 0-1 | 1-0     |
| GOŠK Gabela       | 0-0     | ––––    | 1-0     | 1-3     | 1-1 1-2 | 1-0 0-2 | 0-0     | 0-0 3-2 | 3-2 0-3 | 2-2     | 0-4     | 0-1 1-1 |
| Krupa             | 3-1 5-2 | 3-0 4-0 | ––––    | 2-2     | 0-0 2-2 | 1-4     | 2-2     | 0-1     | 0-2 1-0 | 1-1 2-0 | 1-2     | 2-1     |
| Mladost D. Kakanj | 1-1     | 1-0 3-1 | 2-1 3-1 | ––––    | 2-0 0-3 | 0-6     | 0-1 1-0 | 1-0     | 0-1 0-2 | 0-0     | 0-0 2-2 | 2-2     |
| Radnik Bijeljina  | 0-0     | 1-0     | 2-2     | 3-1     | ––––    | 2-1 0-0 | 2-1     | 0-1 1-0 | 3-1     | 1-0 1-1 | 0-1 1-1 | 1-0 0-1 |
| Sarajevo          | 3-1 5-0 | 1-1     | 2-1 0-0 | 4-0 2-0 | 2-1     | ––––    | 1-0 0-0 | 1-0     | 3-0     | 3-1 4-0 | 4-2 0-1 | 2-1 3-0 |
| Široki Brijeg     | 6-0     | 1-1 1-0 | 2-0 2-1 | 1-1     | 0-0 2-1 | 0-3     | ––––    | 0-0 4-0 | 1-0     | 2-0     | 1-1 1-0 | 0-3     |
| Sloboda Tuzla     | 1-0     | 2-0     | 1-0 1-2 | 2-1 0-1 | 2-0     | 0-1 2-1 | 0-1     | ––––    | 1-1     | 0-3 2-1 | 0-1     | 0-0     |
| Tuzla City        | 1-1     | 2-1     | 2-1     | 0-1     | 0-0 1-1 | 0-3 1-0 | 0-0     | 0-1 1-1 | ––––    | 3-1 1-3 | 1-2     | 0-2 0-3 |
| Zvijezda 09       | 2-0 4-0 | 1-0 1-1 | 0-0     | 0-2 2-1 | 0-0     | 0-4     | 1-1     | 1-1     | 1-1     | ––––    | 1-0 0-0 | 1-3     |
| Zrinjski Mostar   | 3-0     | 3-1 1-0 | 1-0 2-0 | 1-0     | 0-0 1-1 | 2-2     | 0-0     | 2-0 1-0 | 1-0 5-1 | 5-2     | ––––    | 0-1 1-0 |
| Željezničar       | 3-2 1-2 | 1-2     | 1-1 3-0 | 2-1 3-1 | 1-0     | 2-2 0-3 | 2-3 0-0 | 0-0     | 2-3     | 0-1 1-0 | 2-0     | ––––    |

## Statistiche

### Classifica marcatori
| Gol |  |  | Giocatore          | Squadra          |
| --- |  |  | ------------------ | ---------------- |
| 16  |  |  | Sulejman Krpić     | Željezničar      |
| 14  |  |  | Nemanja Bilbija    | Zrinjski Mostar  |
| 14  |  |  | Mersudin Ahmetović | Sarajevo         |
| 12  |  |  | Benjamin Tatar     | Sarajevo         |
| 12  |  |  | Vojo Ubiparip      | Tuzla City       |
| 11  |  |  | Krste Velkoski     | Sarajevo         |
| 10  |  |  | Haris Dilaver      | Čelik Zenica     |
| 10  |  |  | Irfan Hadžić       | Radnik Bijeljina |